# Drop shot

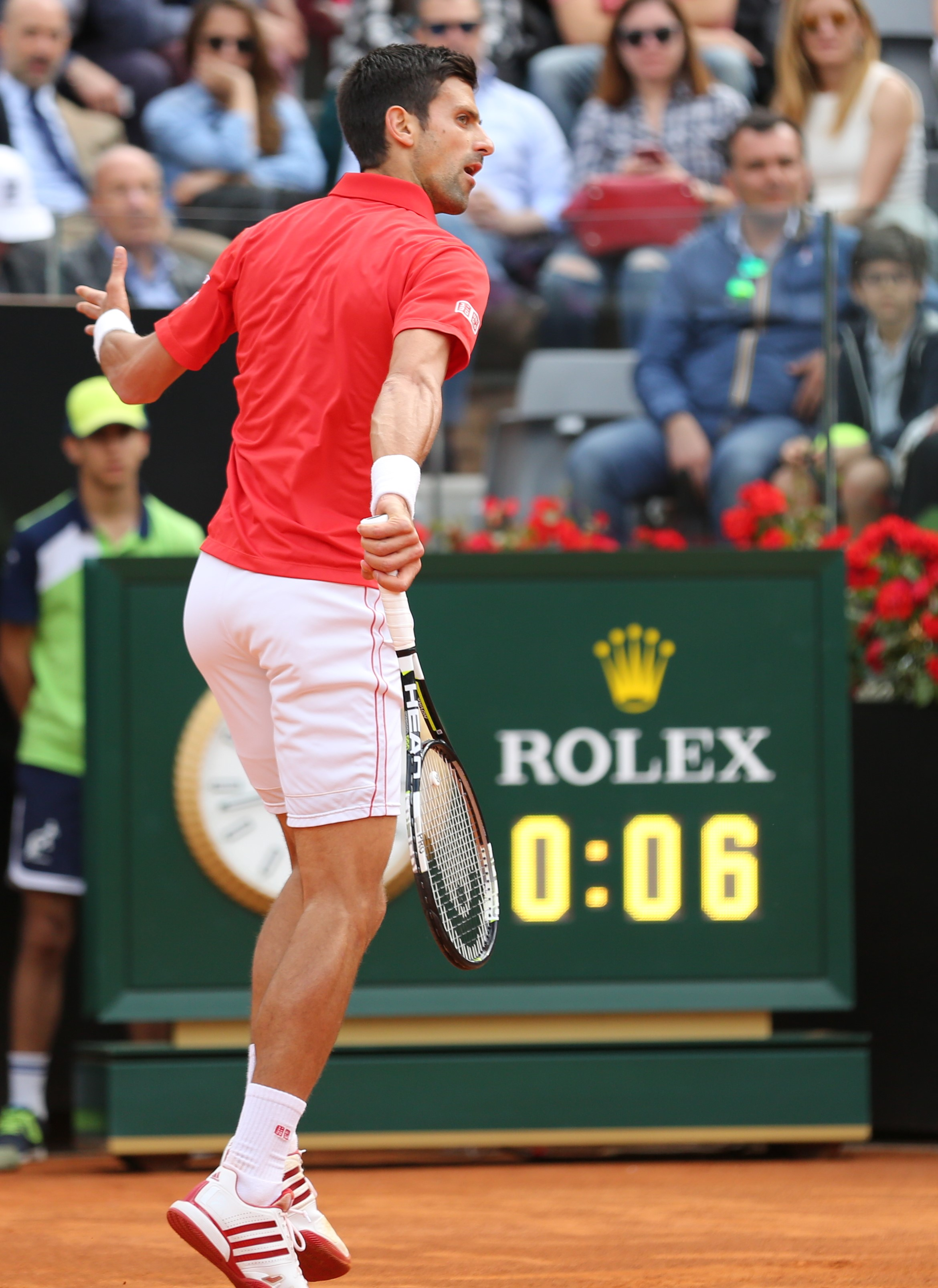
Djokovic a executar um Drop Shot

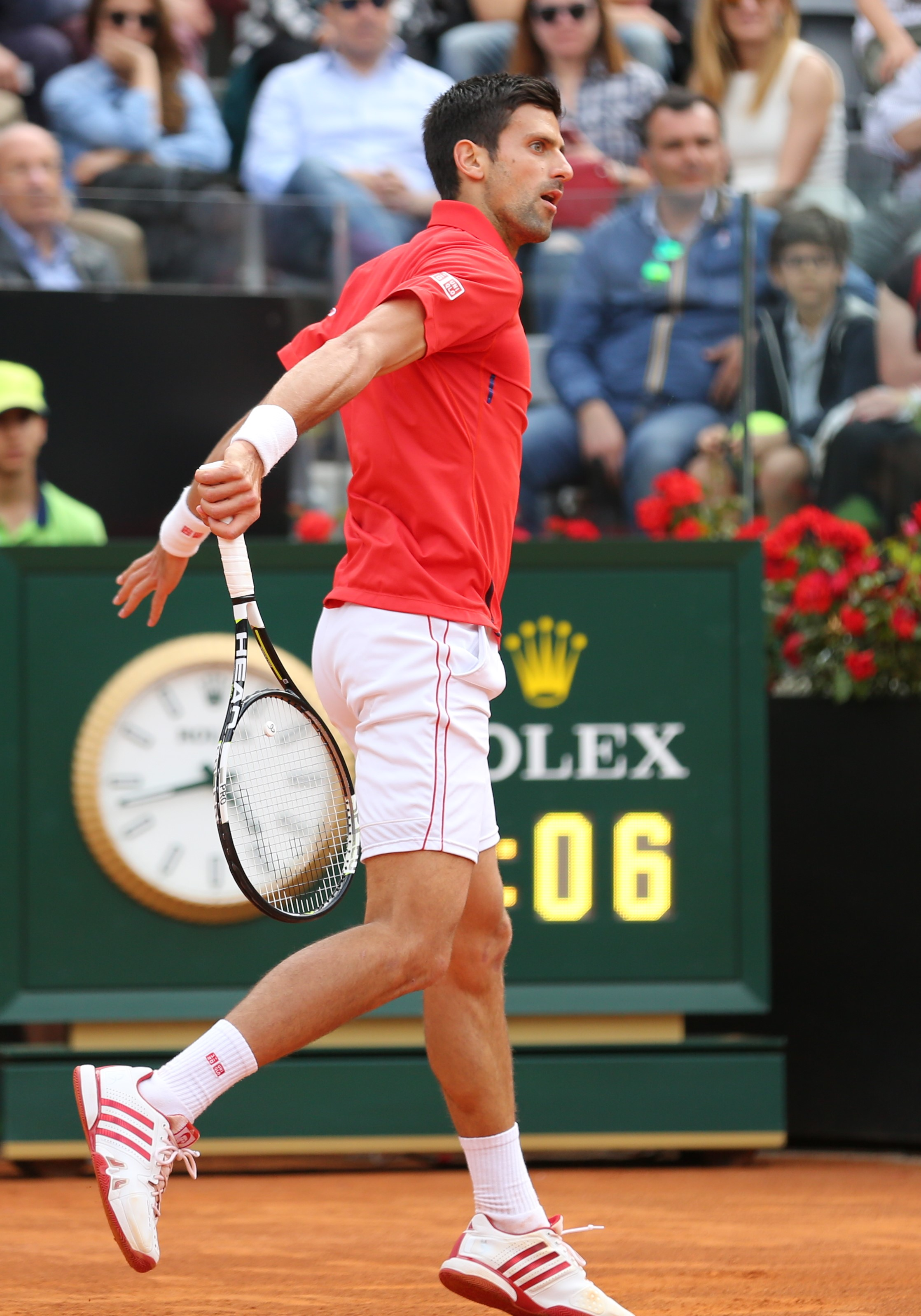
Djokovic finalizando o movimento para execução do Drop Shot

No tênis e nos esportes de raquete de modo geral, o Drop Shot é uma jogada que se utiliza do efeito contrário colocado na bola pelo jogador, causado por um movimento de descida da raquete.
O Drop Shot também pode ser descrito como: deixadinha, amorti, curtinha. São todos sinônimos para um golpe que faz com que a bola quique e "morra" o mais rapidamente possível.
O efeito utilizado no Drop Shot é o backspin que ajuda a fazer com que a bola pare o mais depressa possível com a intenção de gerar um Winner ao jogador que a executa.

## Jogadores que mais utilizam o drop shot como recurso
- Roger Federer
- Nick Kyrgios
- Novak Djokovic
- Bernard Tomic
- Gaël Monfils